# Hölderlindenkmal (Bad Homburg)

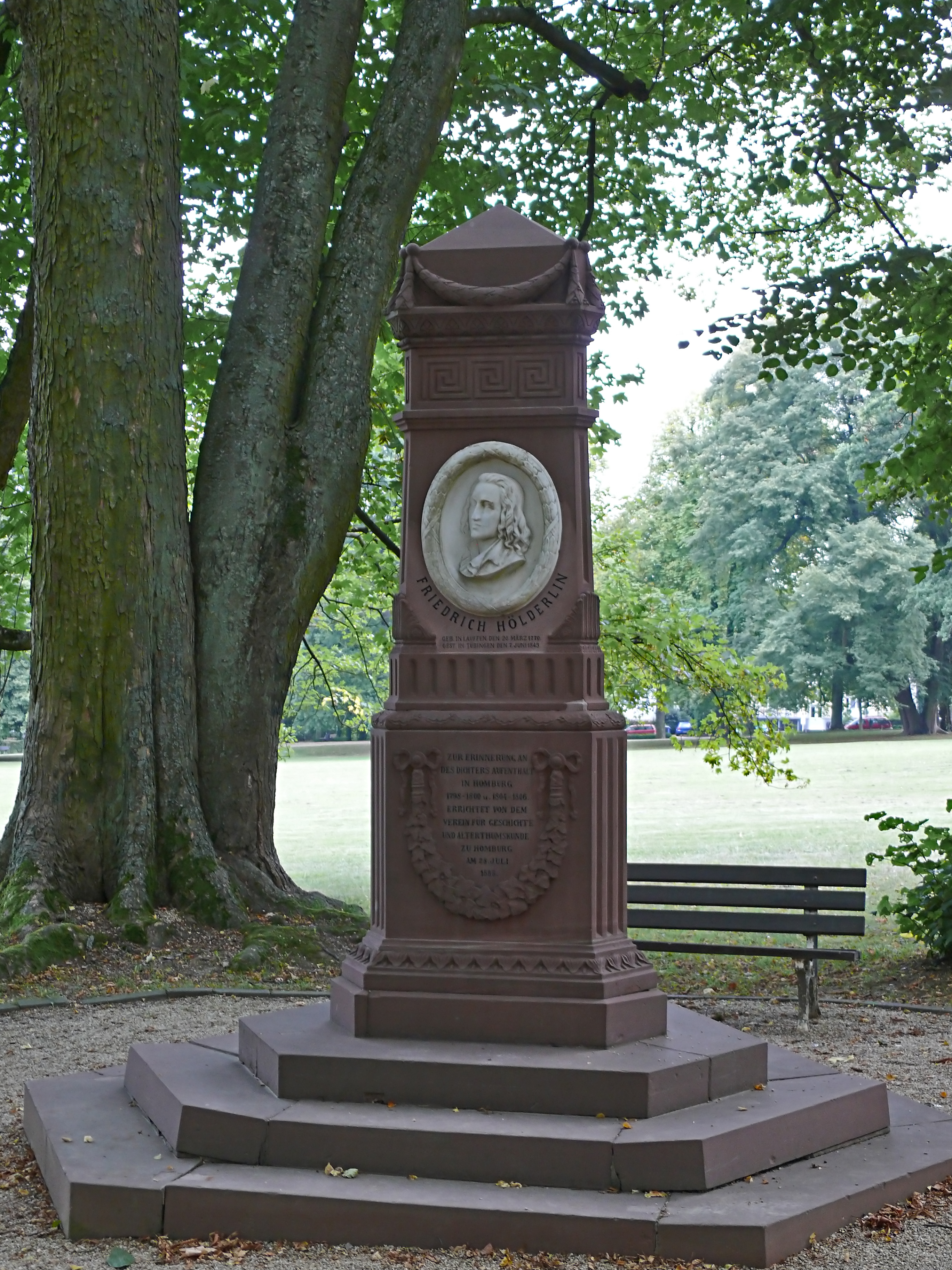
Das Hölderlindenkmal

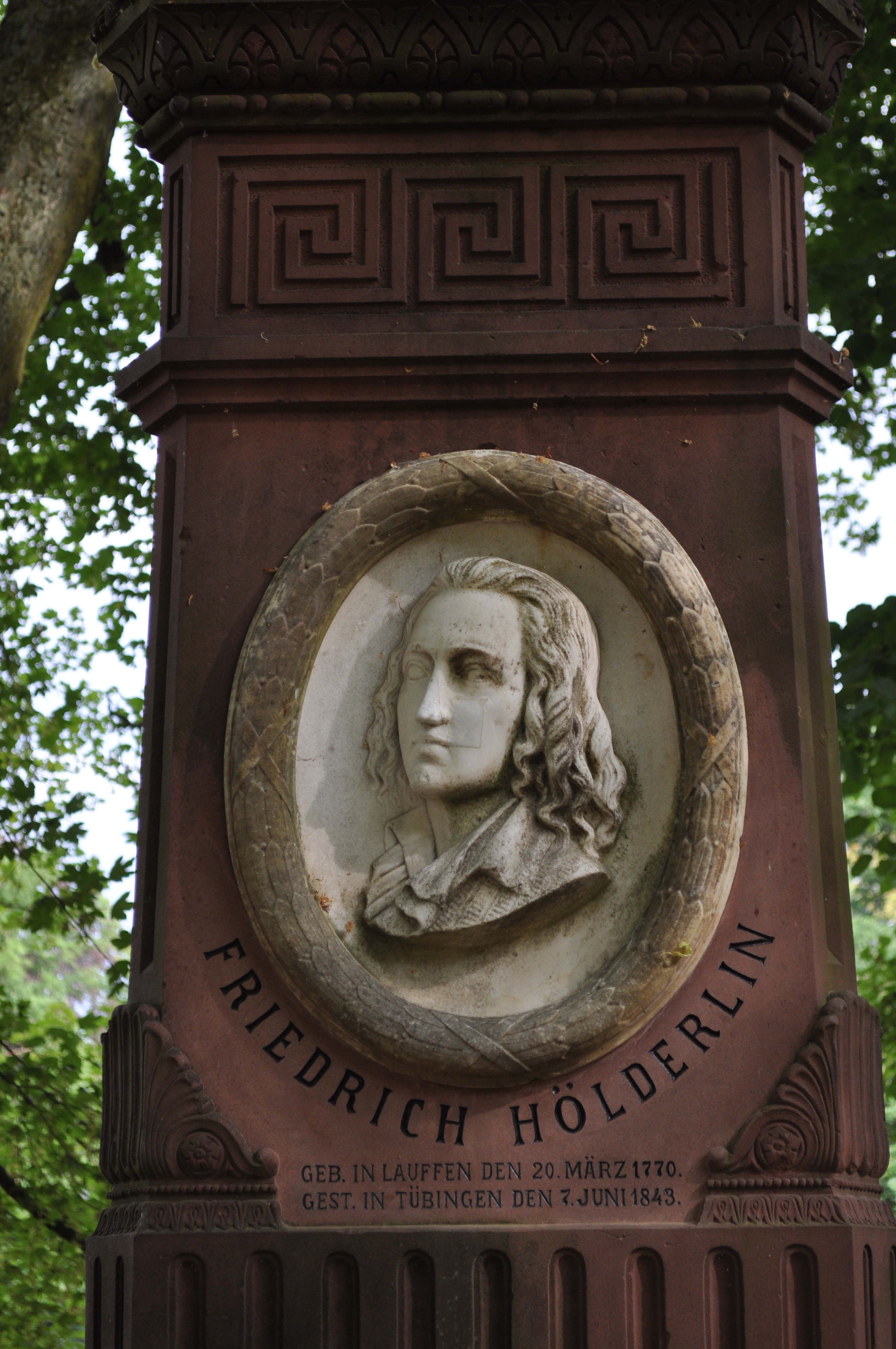
Medaillon mit Hölderlin-Porträt, darunter Hölderlins Name und seine Lebensdaten

Das Hölderlindenkmal in Bad Homburg vor der Höhe erinnert an den Dichter Friedrich Hölderlin, der von 1798 bis 1800 und von 1804 bis 1806 in Homburg lebte.

## Geschichte

### Planungen
Am 19. März 1870 (Hölderlins 100. Geburtstag war am nächsten Tag) machte der Bad Homburger Stadtarchivar Johann Georg Hamel auf einem Vortrag über Hölderlin in der Stadtbibliothek den Vorschlag eines Denkmals. Standort sollte ein Platz auf dem Wingertsberg sein, den Hölderlin in einem Brief an seine Schwester als seinen Lieblingsplatz bezeichnet hatte. Der Plan sollte bis zu Hölderlins Todestag am 7. Juni umgesetzt sein.
Die Gemeinde Gonzenheim stimmte der Errichtung des Denkmals und der Fällung von Bäumen am vorgesehenen Platz zu. Louis Jacobi erstellte einen Entwurf für das Denkmal. Der Bildhauer Jacob May erhielt den Auftrag, das Denkmal zu bauen. Mit dem Ausbruch des Deutsch-Französischen Krieges wurden die Aktivitäten zum Hölderlindenkmal unterbrochen.
Das ursprünglich geplante Aussehen des Denkmals ist überliefert, da die Homburger Schützengesellschaft 1390 e.V. am 7. Juni 1870 ein Freiheitsschießen veranstaltete und der Denkmalentwurf auf der Freiheitsscheibe abgebildet wurde, die heute im Besitz der Schützengesellschaft ist. Danach war ein Sandstein-Obelisk auf einem halbrunden Sandstein-Podest vorgesehen.

### Änderungen und Bau
1883 griff der Verein für Geschichte und Altertumskunde die Planungen wieder auf. Auf das halbrunde Sandstein-Podest wurde verzichtet. Auch der Standort wurde geändert: Das Denkmal sollte nun nahe dem Kurparkweiher errichtet werden.
Der Verein ließ den Sandstein-Obelisken nach dem Entwurf von Jacobi durch Jacob May anfertigen. Am 7. Juni 1883 war Grundsteinlegung, am 28. Juli 1883 wurde das Denkmal feierlich enthüllt.

### Versetzung
Im April 1943 wurde das Denkmal im Kurpark Bad Homburg auf seinen heutigen Platz in der Nähe des Schmuckplatzes versetzt, um ihm noch mehr Beachtung zukommen zu lassen.